# Castello di Gamberale
Das Castello di Gamberale ist eine kleine Höhenburg in der italienischen Gemeinde Gamberale in der Provinz Chieti. Die Burg steht am höchsten Punkt der Bergspitze in der Altstadt, umgeben von steinernen Wohnhäusern aus dem 18. Jahrhundert. Sie dominiert das nach dem Fluss Sangro benannte Tal auf einer Höhe von ungefähr 1350 m s.l.m.

## Geschichte
Die Burg wurde im 14. Jahrhundert erbaut. Im 13. Jahrhundert existierte schon ein kleiner Aussichtsturm, vermutlich aus normannischer Zeit, der mit der Ankunft der neapolitanischen Barone von Capua, die die Mönche von Gamerrano ersetzten.
Die Burg ging durch die Hände verschiedener Barone: Anfangs in Besitz von Raimondo d’Annecchino fiel sie im 16. Jahrhundert an Giovanni Maria d’Annecchino. Später gehörte sie dann Giovanni Crispano und wurde für 500 Dukaten an den Baron Giuseppe Mellucci verkauft. Sie fiel dann auch an den Marchese Odoardo Benedetti, einen Adligen aus der Provinz L’Aquila, und schließlich am 14. April 1777 an die Mascitellis aus Atessa, die die letzten Lehensherren dieses Ortes waren.
In den folgenden Jahrhunderten diente die Burgfestung als Gefängnis und Hauptquartier zur Überwachung des Tales. 1944, im Zweiten Weltkrieg, wurde sie von den Nazis bei ihrem Rückzug in Richtung des Castel di Sangro zur Verfolgung der Gustav-Linie besetzt. Bei den Bombardements der Deutschen und der Alliierten wurden die Gebäude beschädigt und Flügel, der über dem Tal von Sant’Angelo del Pesco hing, kollabierte. Das spätere Erdbeben von 1984 brachte das Wachtürmchen zum Einsturz, das aber in moderner Technik rekonstruiert wurde, wobei man versuchte, an das mittelalterliche Original zu erinnern. Eine Inschrift auf der Hauptfassade erinnert daran, dass die Burg 1881 dank Pasquale Bucci restauriert wurde. Weitere Restaurierungen wurden nach den Zerstörungen des Zweiten Weltkrieges und des Erdbebens von 1984, wodurch die Burg ihr heutiges, pseudo-mittelalterliches Aussehen erhielt.

## Beschreibung

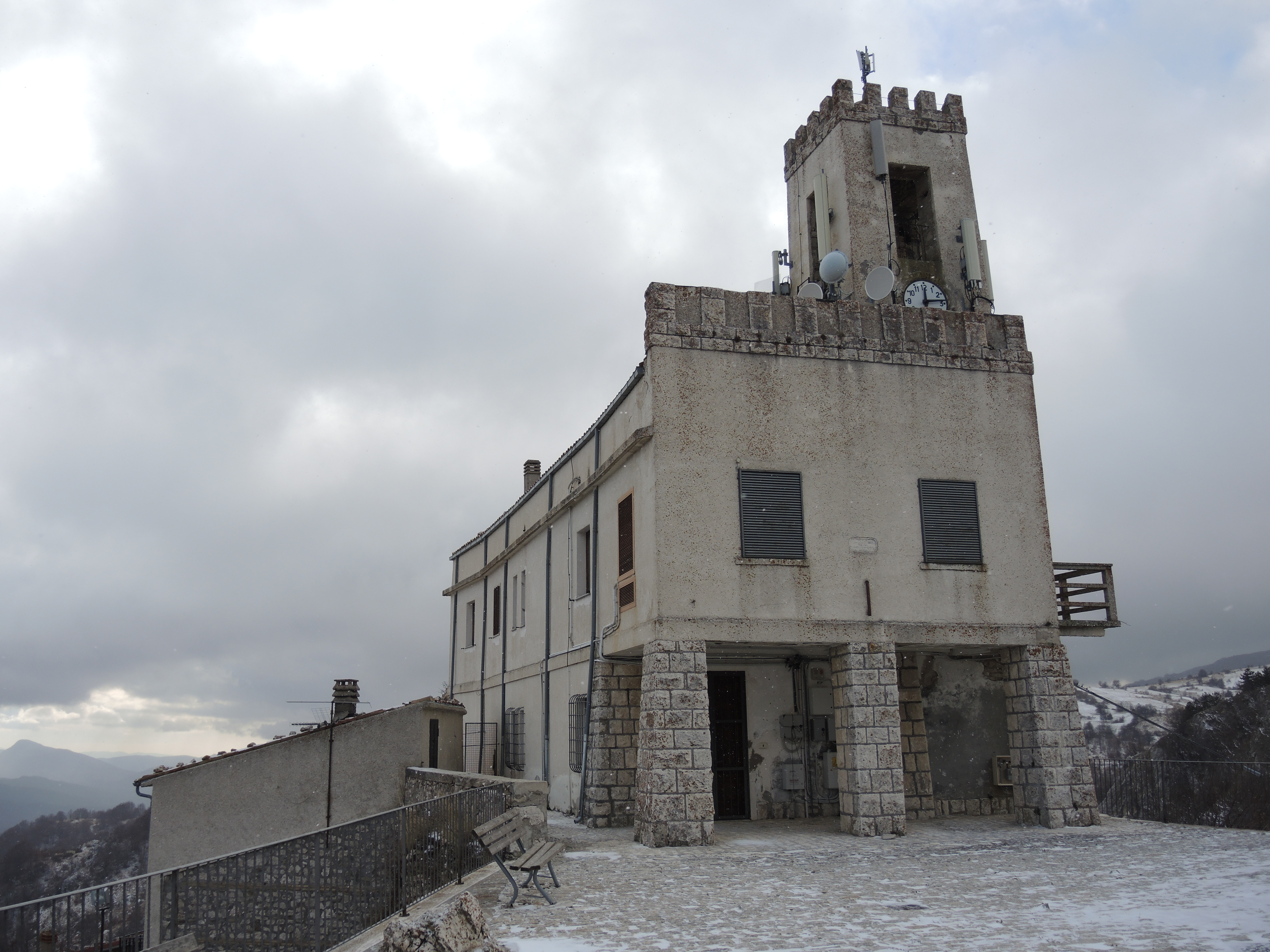
Frontansicht der Burg

Die Burg hat einen zentralen Baukörper mit rechteckigem Grundriss mit einer halbrunden Seite, ähnlich einer Apsis. Die steinernen Bastionen überlebten die Zerstörungen der Jahrhunderte, ebenso wie die massiven Säulen der Vorhalle an der Fassade und der Pflasterbelag des Vorplatzes. Die rechteckigen Fenster sind in modernem Stil gehalten. Das Türmchen mit seinen Bogenfenstern ist mit runden Uhren und einer Radioantenne für das Dorf versehen. Die Fassaden sind weiß gestrichen, was im Kontrast zu den Natursteinteilen steht. Der Turm trägt steinerne Zinnen. Im Inneren wurde ein Saal, vermutlich aus einer älteren Kirche entstanden, als Versammlungssaal der Gemeinde umgebaut. Die Innenräume zieren monumentale Wandgemälde des zeitgenössischen Künstlers Morena Antonucci. Die Dachrinnen lassen Spuren von Feuchtigkeit eindringen.